# 9091 Ishidatakaki
9091 Ishidatakaki (1995 VK) là một tiểu hành tinh vành đai chính được phát hiện ngày 2 tháng 11 năm 1995 bởi T. Kobayashi ở Oizumi.